# کوتانتین کولیک
کوتانتین کولیک (اوکراینی: Костянтин Анатолійович Кулик؛ زادهٔ ۱۴ ژوئن ۱۹۷۰) بازیکن فوتبال اهل اوکراین است.
از باشگاه‌هایی که در آن بازی کرده‌است می‌توان به باشگاه فوتبال زیمبرو کیشیناو، باشگاه فوتبال روتور ولگوگراد، باشگاه فوتبال کپز، باشگاه فوتبال دینامو استاوروپول، باشگاه فوتبال چورنومورتس اودسا، و باشگاه فوتبال نفتچی باکو اشاره کرد.